# Laderrica feenyi
Laderrica feenyi är en stekelart som beskrevs av David B. Wahl och Sime 2002. Laderrica feenyi ingår i släktet Laderrica och familjen brokparasitsteklar. Inga underarter finns listade i Catalogue of Life.